# Parque Tolstói
El Parque Tolstói (también conocido como Casa de Henry Stuart y Casa del ermitaño) es una residencia histórica ubicada en Montrose, Alabama. La casa fue construida por Henry Stuart, un inglés que había emigrado a Estados Unidos cuando era niño. Stuart vivía en Nampa, Idaho cuando le diagnosticaron tuberculosis y le aconsejaron que se mudara a un clima más cálido para vivir. En 1923, compró 10 acres (4 ha) en las afueras de Fairhope, Alabama a lo que llamó Parque Tolstói en honor al escritor ruso, León Tolstói.

## Historia
Stuart comenzó a construir una cabaña circular con una cúpula en 1925, vertiendo cada bloque de concreto él mismo. La construcción se completó en menos de un año, aunque se retrasó por un huracán en septiembre de 1926. La casa tiene aproximadamente 4,2 m (14 pies) de diámetro y se hundió 2 pies (61 cm) en el suelo. Seis ventanas con bisagras en la parte superior rodean el edificio y había dos tragaluces en el techo que ahora están permanentemente cerrados. Stuart buscaba vivir una vida sencilla, cultivando gran parte de su propia comida y tejiendo alfombras en un telar que llevó consigo desde Idaho. Tenía un libro de visitas para que los visitantes lo firmaran; en particular, el abogado Clarence Darrow quien visitó la cabaña seis veces. Stuart dejó Alabama en 1944 y se mudó a Oregón para vivir con su hijo, donde murió en 1946.
Hoy, la cabaña y un gran roble son todo lo que queda de la finca de Stuart; un estacionamiento para una oficina de bienes raíces rodea la cabaña. En 2005 se publicó una novela basada en la vida de Stuart, The Poet of Tolstoy Park. La casa fue incluida en el Registro Nacional de Lugares Históricos en 2006.